# Drapetis fulvithorax
Drapetis fulvithorax är en tvåvingeart som först beskrevs av Wulp 1897.  Drapetis fulvithorax ingår i släktet Drapetis och familjen puckeldansflugor.
Artens utbredningsområde är Sri Lanka. Inga underarter finns listade i Catalogue of Life.